# Lagocephalus sceleratus
Lagocephalus sceleratus är en fiskart som först beskrevs av Gmelin 1789.  Lagocephalus sceleratus ingår i släktet Lagocephalus och familjen blåsfiskar. Inga underarter finns listade i Catalogue of Life.